# Kerry Properties
Kerry Properties (嘉里建設有限公司) — один из крупнейших операторов недвижимости, базирующийся в Гонконге . 

## История
Компания основана в Гонконге в 1978 году малайзийским миллиардером китайского происхождения Робертом Куоком (ему также принадлежит гонконгская гостиничная сеть Shangri-La Hotels and Resorts), в 1996 году вышла на Гонконгскую фондовую биржу. 

## Структура
Kerry Properties занимается инвестированием в недвижимость Гонконга, Китая, Макао, Филиппин и Австралии, а также в инфраструктурные и гостиничные проекты в Гонконге и Китае. Основными проектами компании являются: 
- Жилые комплексы Ocean Pointe, Aigburth, Primrose Hill, Lions Rise, Island Harbourview, Park Avenue, Residence Oasis и The Cliveden в Гонконге;
- Офисные комплексы Kerry Centre и Enterprise Square в Гонконге;
- Торговый центр MegaBox в Гонконге;
- Жилой, гостиничный и торгово-офисный комплекс Kerry Parkside в Шанхае.

Kerry Logistics занимается транспортными услугами и складским хозяйством в Гонконге и Китае. Компания имеет долю в грузовом терминале Asia Airfreight Terminal, расположенном в Международном аэропорту Гонконга.